# Andartat Chativat haNegev

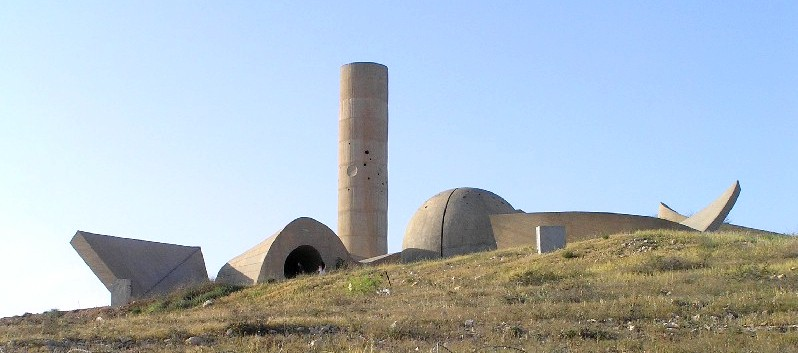

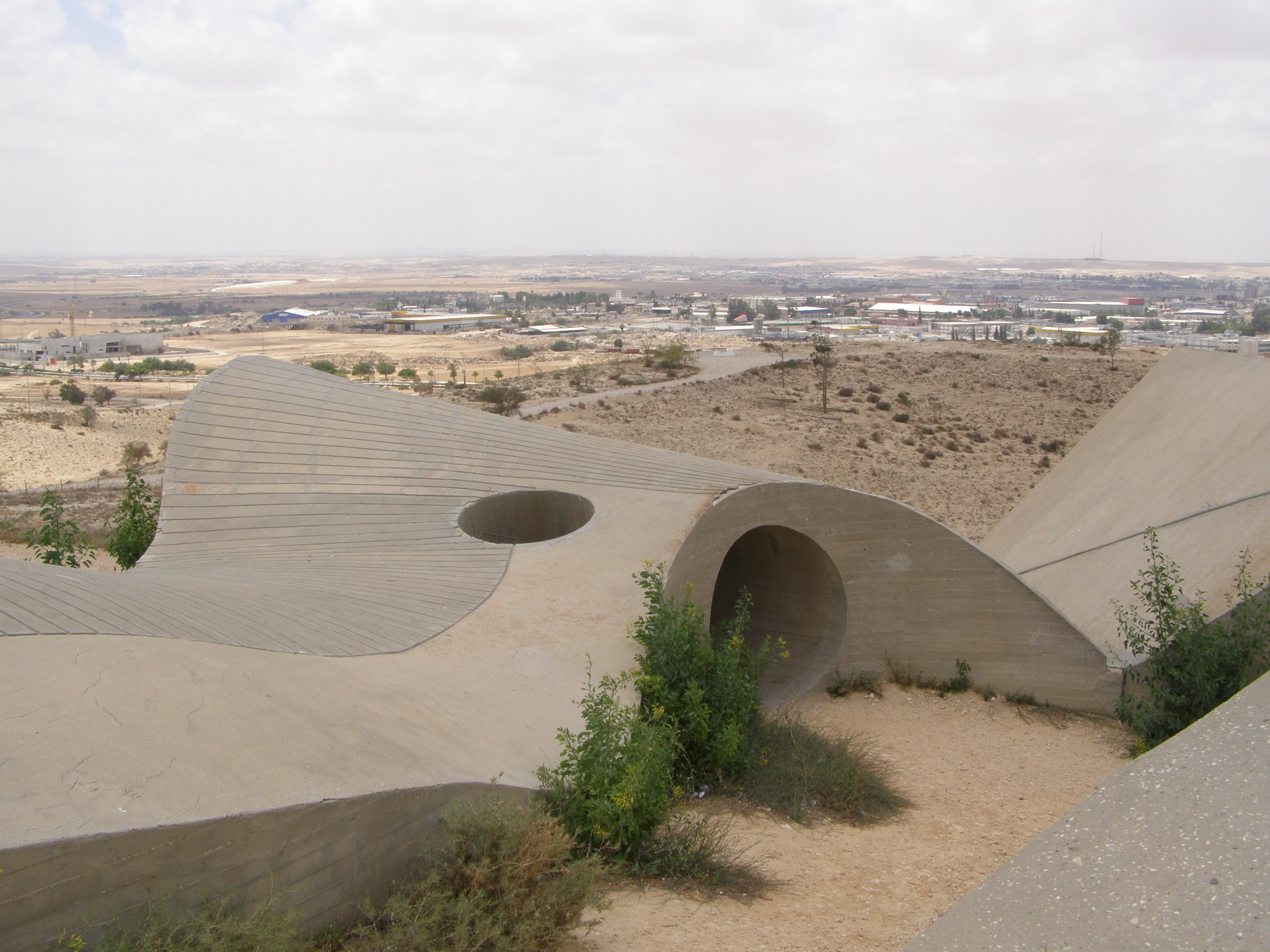

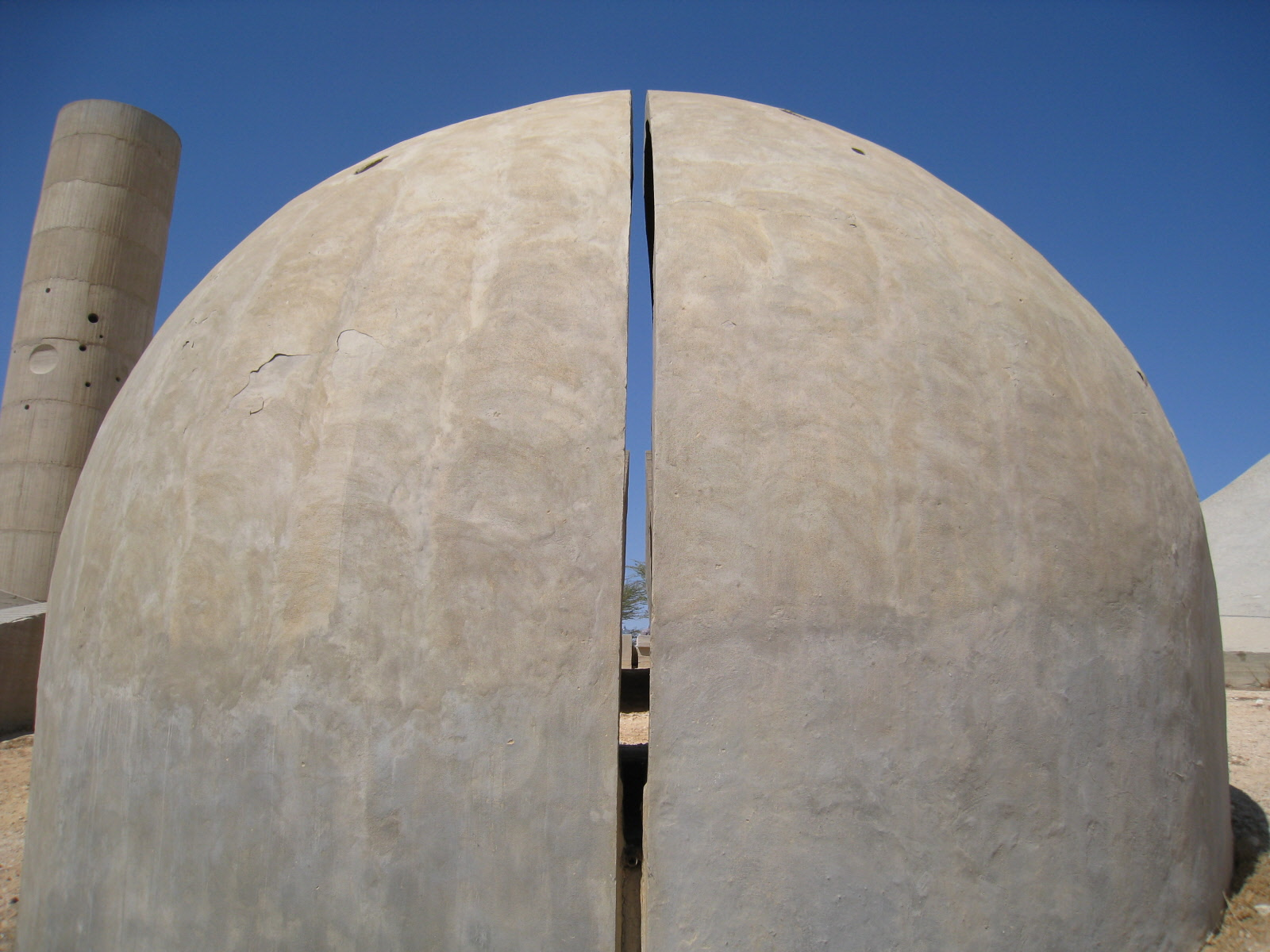

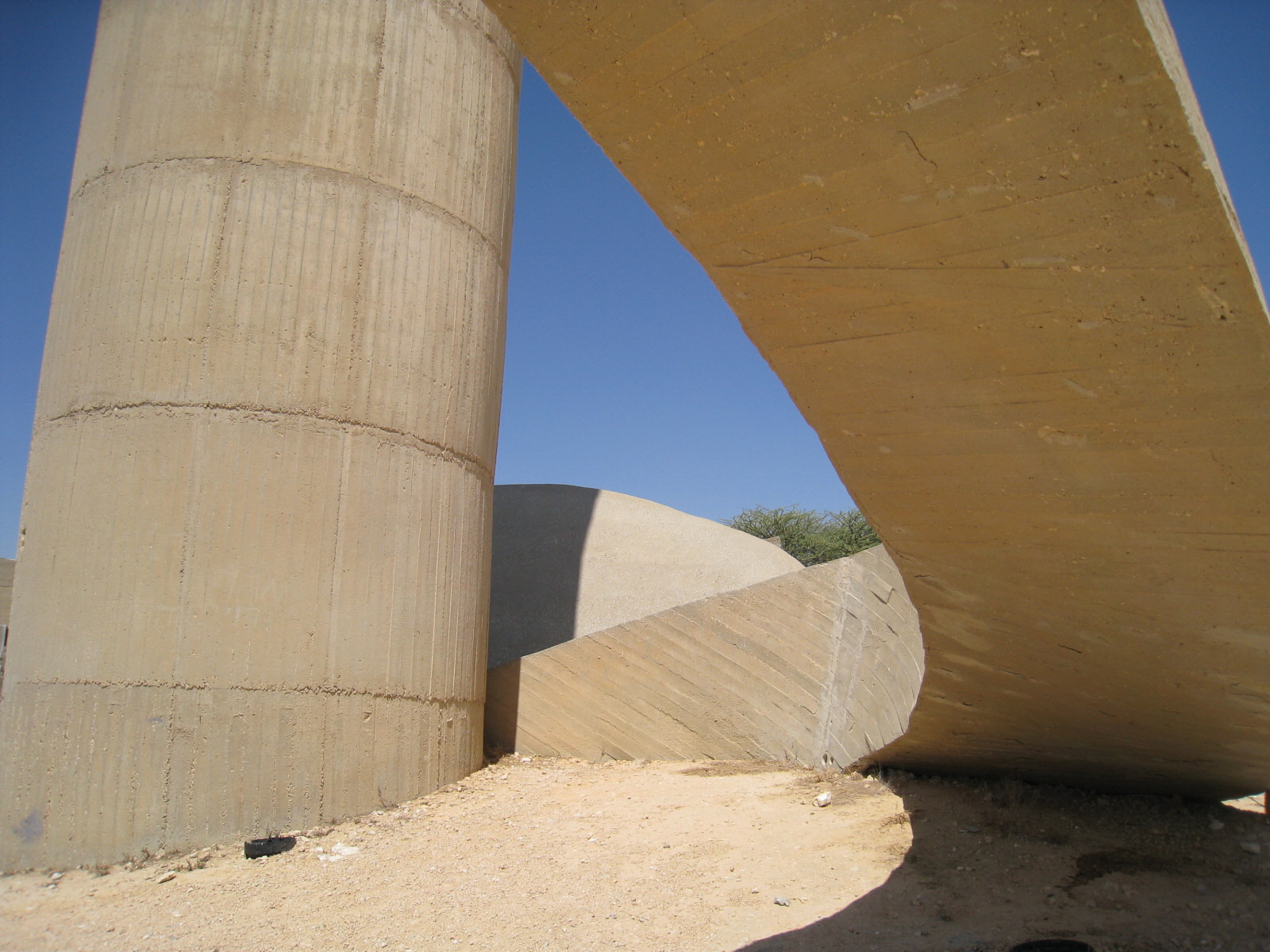

Die Gedenkstätte der Negev Brigade  (hebräisch אַנְדַּרְטַת חֲטִיבַת הַנֶּגֶב Andarṭat Chaṭīvat haNegev) liegt auf einem Hügel im Nordosten der israelischen Stadt Beʾer Scheva in der Wüste Negev. Es ist von weither sichtbar und ist ein Wahrzeichen der Stadt.
Die Gedenkstätte wurde vom international renommierten, israelischen Bildhauer Dani Karavan zwischen 1963 und 1968 geschaffen und dient der Erinnerung an die Kriegsgefallenen der Negev Brigade des Palmach im Krieg um Israels Unabhängigkeit 1948 und informiert über die israelische Eroberung Beʾer Schevas und des Negevs.
Das Denkmal besteht aus 18 Teilen. Jeder Teil symbolisiert einen anderen Aspekt der Geschichte oder der wüstenhaften Umgebung. So symbolisiert beispielsweise ein durchlöcherter Turm einen Wachtturm oder eine Wasserleitung die Verteidigung der lebenswichtigen Wasserzufuhr.
Das Denkmal besteht hauptsächlich aus Sichtbeton und ist eines der herausragenden Beispiele weltweit für die Benutzung von Beton in der minimalistischen Kunst.